# (36251) 1999 VB181
1999 VB181 (asteroide 36251) é um asteroide da cintura principal. Possui uma excentricidade de 0.05815400 e uma inclinação de 2.05420º.
Este asteroide foi descoberto no dia 6 de novembro de 1999 por LINEAR em Socorro.